# Formamidă
Formamida (de asemenea denumită și metanamidă) este cea mai simplă amidă și anume amida acidului formic. Este un lichid incolor miscibil cu apa, cu un miros asemănător cu cel al amoniacului. Este un intermediar important în fabricarea sulfamidelor și a altor medicamente, ierbicidelor, pesticidelor și a acidului cianhidric. Este utilizat ca solvent al unor compuși ionici. 
Formamidele sunt compuși derivați de formamidă, cu formula generală RR′NCHO. Un reprezentat important este dimetilformamida, (CH3)2NCHO. 

## Obținere

### Metode istorice
În trecut, sinteza formamidei se realiza prin tratarea acidului formic cu amoniac, când se obținea formiatul de amoniu. Prin încălzire, acesta trece în formamidă:
HCOOH + NH3 → HCOO−NH+
4
HCOO−NH+
4 → HCONH2 + H2O
De asemenea, formamida se poate obține în urma reacției de amonoliză a formiatului de etil:
HCOOCH2CH3 + NH3 → HCONH2 + CH3CH2OH

### Metode moderne
Procese industriale utilizate în prezent pentru sinteza chimică a formamidei implică ori carbonilarea amoniacului:
CO  +  NH3   →   HCONH2
Ori un procedeu în două etape de amonoliză a formiatului de metil, care la rândul său se obține din monoxid de carbon și metanol:
CO + CH3OH → HCOOCH3
HCO2CH3  +  NH3   →   HCONH2  +  CH3OH

## Proprietăți
Formamida se descompune în monoxid de carbon și amoniac la 180 °C:
HC(O)NH2 → CO + NH3
În amestecul final de reacție se regăsesc și urme de acid cianhidric și apă.
În prezența unor catalizatori acizi solizi, formamida se deshidratează la acid cianhidric:
HC(O)NH2 → HCN + H2O